# Sphecodes connexus
Sphecodes connexus är en biart som beskrevs av Blüthgen 1928. Sphecodes connexus ingår i släktet blodbin, och familjen vägbin. Inga underarter finns listade i Catalogue of Life.